# Gustave Serrurier-Bovy
Pour les articles homonymes, voir Serrurier (homonymie) et Bovy.
 (avril 2024).

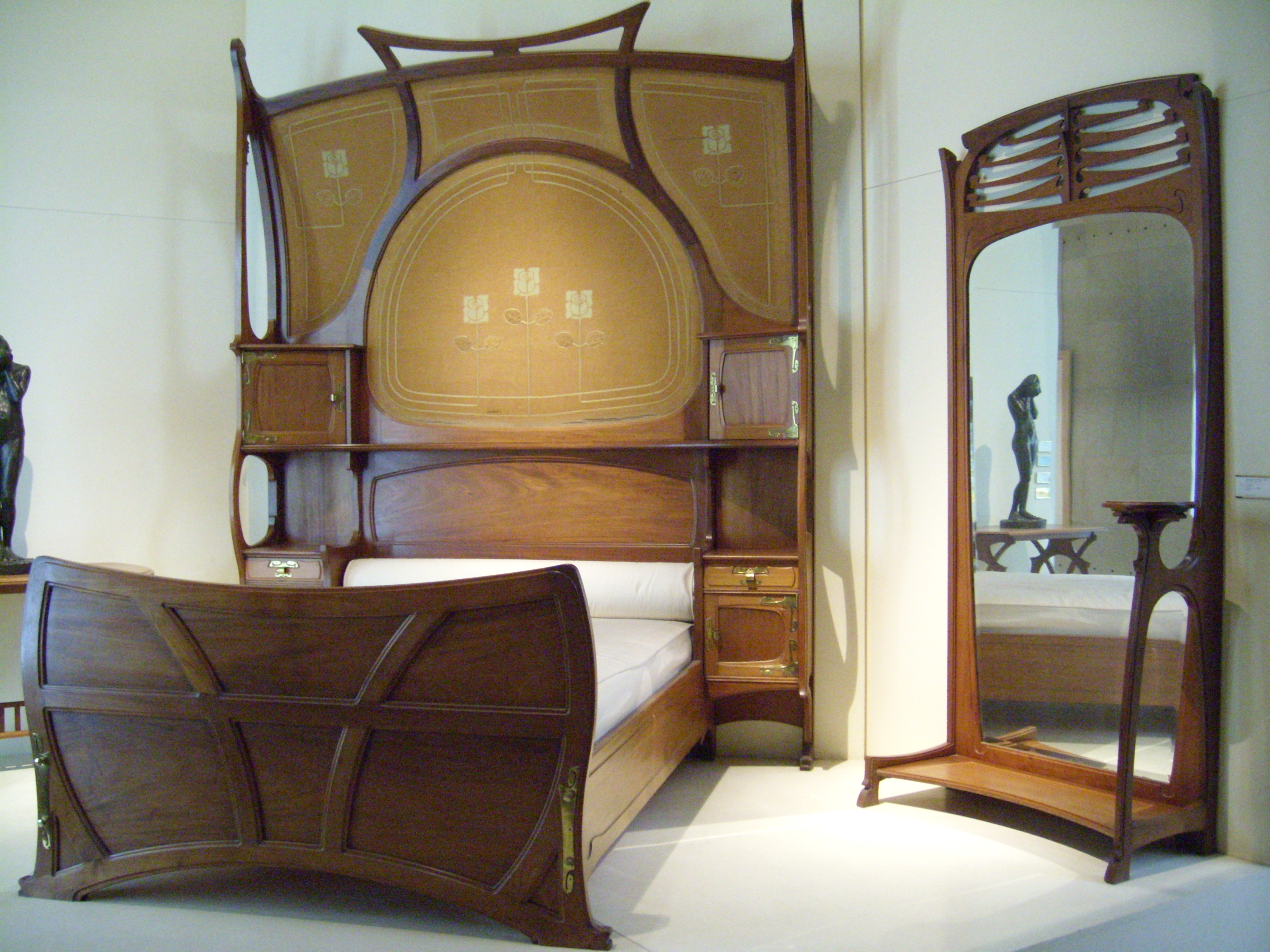
Lit et psyché de 1899, exposés au Musée d'Orsay

Gustave Serrurier-Bovy est un architecte et décorateur belge né à Liège le 27 juillet 1858 et mort à Liège le 19 novembre 1910. Il est l'un des principaux représentants belges de l'Art nouveau avec Paul Hankar, Victor Horta et Henry van de Velde.

## Biographie et oeuvres principales
Gustave Serrurier appartient par son père à une famille traditionnellement engagée dans les métiers de la construction. Son grand-père est maçon, son père est entrepreneur en bâtiment. De 1871 à 1879, il est inscrit à l'Académie Royale des Beaux-Arts de Liège où il apprend le dessin, l'archéologie et l'architecture. Parallèlement, il contribue à partir de 1874 aux chantiers de son père. Encore étudiant, il adopte une attitude critique vis-à-vis de l'éducation reçue à l'Académie Royale des Beaux-Arts. Par contraste avec cet enseignement, il adhère aux théories d'Eugène Viollet-le-Duc considérant qu'elles posent les bases de l'architecture moderne. Il prône la recherche de formes propres au XIXe siècle et l'usage de toutes les ressources disponibles en matériaux et moyens de construction. Ayant acquis la qualité d'architecte, il construit plusieurs maisons à Liège.
De l'époque de ses études date son amitié avec Armand Rassenfosse, futur peintre, dessinateur et graveur. En 1884, Gustave Serrurier épouse Maria Bovy qui était vendeuse dans le commerce des objets d'art des parents d'Armand Rassenfosse. La fille unique du couple naît en 1885. Après son mariage, Maria Bovy fonde à son compte un magasin d'objets exotiques importés d'Asie tandis que Gustave Serrurier poursuit son métier d'architecte. En 1887, il conçoit en particulier un projet pour l'hôpital universitaire de Liège qui ne sera finalement pas retenu.
Délaissant l'architecture, Gustave Serrurier fonde à Liège en 1888 la Maison Serrurier-Bovy qui propose l'installation complète d'intérieurs ainsi qu'une grande gamme de meubles et d'objets décoratifs. Sa vision esthétique d'ensemblier-décorateur se trouve résumée en une phrase dans un livret intitulé Album d'Intérieurs : "Un ensemble de mobilier et de décoration pour être beau a besoin surtout de simplicité dans les lignes, d'harmonie dans les couleurs et d'entente dans les proportions."
A partir de 1892, Gustave Serrurier crée lui-même des meubles qui sont fabriqués dans ses ateliers à Liège.
S'intéressant de plus en plus aux arts décoratifs, il se rapproche du mouvement Arts and Crafts qui a été initié par William Morris en Angleterre et qui préconise l'embellissement par l'art des objets utilitaires de l'habitation. Gustave Serrurier se montre très sensible à ce renouveau des arts appliqués qui concerne tous les éléments du cadre de vie : mobilier, papiers peints, tapisseries, tentures, travaux sur métaux. En 1893, il se rend à l'exposition organisée par le mouvement Arts and Crafts à Londres. Il juge les œuvres présentées remarquables. Il sera en relation avec plusieurs des artistes de ce mouvement dont Arthur Heygate Mackmurdo, Charles-F. Annesley Voysey et Walter Crane. Il comptera le magasin londonien Liberty parmi ses fournisseurs.
En 1894, à l'invitation d'Octave Maus, il expose un Cabinet de Travail au Salon de la Libre Esthétique à Bruxelles. C'est un ensemble ornemental complet. Les meubles s'y trouvent présentés dans une pièce dont les murs sont décorés de pavots rouges. Ce Cabinet de Travail remporte un grand succès et établit Gustave Serrurier comme acteur du renouveau de l'habitation.
En 1895, il présente une Chambre d'Artisan au Salon de la Libre Esthétique. Le terme artisan indique que la chambre est destinée à une habitation modeste. La simplicité du mobilier traduit sa volonté de populariser le sens esthétique. La même année, Gustave Serrurier crée un groupe intitulé L'Oeuvre Artistique qui organise à Liège une exposition internationale largement consacrée aux arts appliqués. Cette manifestation reflète son approche très globale de l'art. Des conférences sur des créateurs et sur des sujets contemporains ainsi que des concerts et une pièce de théâtre d'Ibsen élargissent le cadre de l'exposition. Les Quatre de Glasgow (Charles Rennie Mackintosh, Margaret MacDonald Mackintosh, James Herbert MacNair, Frances MacDonald) y font leur première présentation commune. Ce sera pour Hector Guimard l'occasion de se rendre en Belgique et de découvrir l'œuvre de Victor Horta qui influencera la suite de ses réalisations.
En 1896, Gustave Serrurier expose un ensemble de cheminée au Salon de la Libre Esthétique, un cabinet de travail au Salon National des Beaux-Arts de Paris et une bibliothèque à l'exposition du mouvement Arts and Crafts à Londres. Il réalise en 1897 l'ameublement et la décoration de la maison du notaire Albert Bauwens à Bruxelles. Pour la salle à manger, il conçoit un buffet comportant un très bel ensemble d'entrelacs, compositions de lignes courbes qui caractérisent plusieurs de ses créations de cette époque. Cette même année, il présente à l'Exposition coloniale de Tervuren une architecture originale de grands arcs dont les extrémités forment des banquettes. Il ouvre un magasin à Bruxelles.
A partir de 1898, l'activité de Gustave Serrurier s'étend hors de Belgique, principalement à Paris où il crée le mobilier du fumoir de l'hôtel Chatham. En 1899, il expose une salle à manger au Salon des Beaux-Arts de Paris. Il établit une association avec l'architecte parisien René Dulong. Ses ateliers de Liège s'agrandissent et comportent dorénavant une forge pour le travail du métal. En 1900, Gustave Serrurier ouvre à Paris L'art dans l'habitation, une maison de vente et d'exposition dont René Dulong est concessionnaire. Les meubles et les objets décoratifs proposés continuent d'être fabriqués à Liège. A l'Exposition Universelle de Paris de 1900, il construit et décore en collaboration avec René Dulong un restaurant, Le Pavillon bleu, situé au pied de la Tour Eiffel. L'architecture du bâtiment se distingue par des courbes tendues évocatrices du style des meubles de Gustave Serrurier. A cette époque, le violoniste Eugène Ysaÿe lui ayant commandé un bureau, Gustave Serrurier crée un modèle avec porte-partitions. Ce bureau équipera plus tard aussi le studio du compositeur Alexandre Scriabine à Moscou.
En 1901, Gustave Serrurier aménage le château de la Chapelle-en-Serval situé dans un parc boisé au nord de Paris. La maison comporte un grand nombre de pièces de réception et de chambres. Le décor créé évoque la vie de campagne et se distingue par des harmonies de couleurs particulièrement raffinées. La même année, Gustave Serrurier expose une chambre à coucher au Salon National des Beaux-Arts de Paris. Il se rend par ailleurs à l'exposition Ein Dokument Deutscher Kunst à Darmstadt. Bien que très intéressé par cette manifestation, il se montre critique des réalisations du Jugendstil allemand et prône par opposition les lignes et les formes épurées qui caractériseront de plus en plus ses créations.
Partisan de l'art pour tous, Gustave Serrurier conçoit en 1902 un modèle de meubles, appelé Campagne, qui sera fabriqué en série. Ce sont des meubles simples, esthétiques, fonctionnels et d'un coût modeste. L'année 1902 est aussi celle de la conception des plans de L'Aube. Cette villa sera la résidence de sa famille à partir de 1904 et deviendra par ailleurs un lieu de réunion des représentants des arts décoratifs. Le cadre de vie créé sera proche de la nature. Les pièces de réception comportent un salon, une salle à manger, un salon à musique mais aussi un petit jardin intérieur et une volière. Le mobilier du salon est composé de prototypes des meubles du modèle Liszt qui seront fabriqués plus tard (1903-1904). L'Aube sera par la suite inscrite au Patrimoine exceptionnel de Wallonie. En 1902, Gustave Serrurier crée aussi le mobilier Perle simple, remarquable par la sobriété de ses lignes, et les meubles du salon à musique du château de la Chapelle-en-Serval décorés par Émile Berchmans. Il ouvre un magasin à La Haye.
En janvier 1903, Gustave Serrurier devient président de L'Avant-Garde, un cercle littéraire et artistique. Dans le même état d'esprit que lui, le cercle défend des idées socialement progressistes et débat du rapport de l'art et de la société. En mars 1903 est constituée la société Serrurier & Cie. Elle rassemble Gustave Serrurier et deux associés dont René Dulong qui en partage la responsabilité artistique. L'activité est concentrée sur la fabrication de meubles en série et d'objets décoratifs, notamment des luminaires. La société emploie 60 ébénistes. Elle existera jusqu'en 1907. En 1903, Gustave Serrurier entreprend avec René Dulong la transformation et la décoration du Château de la Cheyrelle, une propriété située à Dienne dans le Cantal. Ce travail ne s'achèvera qu'en 1905. La première étape sera la création d'une grande salle de séjour, remarquable par ses trois travées et sa frise aux perce-neige. C'est pour les chambres de La Cheyrelle que sera conçu le mobilier Silex fabriqué en série à partir de 1905. De nouveaux modèles de mobilier de salle à manger désignés par des noms de fleurs datent de 1903: Marguerite, Réséda, Tulipe. A cette époque sont aussi créés les petits meubles d'un salon auquel est donné le nom de Bach.
En 1904, Gustave Serrurier et René Dulong ouvrent un nouveau magasin à Paris. On y vend des meubles et des objets décoratifs mais aussi des papiers peints, des tissus et des broderies. Gustave Serrurier participe à l'Exposition Universelle de Saint-Louis (Missouri, USA). Il y obtient une médaille d'or et une médaille d'argent. A partir de 1904 et jusqu'en 1906, Gustave Serrurier sera présent aux Salons de l'Automobile de Paris. En 1904, il participe au concours pour l'aménagement de chambres d'hôtes de l'Automobile Club de France. A la fin de l'année, il dépose trois brevets pour des meubles de bureau : un bureau américain Sigma, une bibliothèque tournante Gamma et des bibliothèques modulables.
En 1905, une concession est ouverte à Nice et la maison de La Haye est fermée. Cette période est celle de la production en série du mobilier Silex. Ce sont des meubles en peuplier, très simples, décorés de pochoirs. Dans un style très différent est créé un mobilier de salon en acajou de forme essentiellement rectiligne portant le nom de Saint-Saëns. La décoration de ce mobilier comporte de petites plaques en verre de Loetz, matériau qui sera utilisé sur plusieurs meubles et objets créés à cette époque. Gustave Serrurier participe à l'Exposition universelle de Liège de 1905 dans de nombreux secteurs (meubles, tissus, appareils d'éclairage, broderies, ferronneries, etc.). Il y obtient deux médailles d'or, deux médailles d'argent et deux médailles de bronze. On trouve aussi parmi les articles vendus par la société Serrurier & Cie une série de bijoux en argent doré sertis de pierres semi-précieuses. Ils se distinguent par leur simplicité et les formes géométriques qui les composent.
En 1906, la société Serrurier & Cie propose un très grand nombre d'articles d'ameublement et de décoration dans quatre maisons, à Liège, Bruxelles, Paris et Nice. Gustave Serrurier crée un modèle de salle à manger en orme avec incrustations, appelé Magnolia.
En juillet 1907, la société Serrurier & Cie est dissoute et le magasin de Paris est fermé. L'activité de vente se poursuit sous le nom de Serrurier-Bovy.
En 1910, Gustave Serrurier dessine et construit son propre pavillon à l'Exposition de Bruxelles. Il y présente en particulier un banc-bibliothèque Wagner en acajou avec une décoration de fleurs stylisées en marqueterie incrustée. A l'automne 1910, Gustave Serrurier dessine des projets de décoration pour l'aménagement d'une villa en Argentine à Mar del Plata, la villa Ortiz Basualdo. Il ne terminera ni la décoration, ni l'ameublement de la villa. Il décède subitement le 19 novembre 1910.
Il est inhumé au Cimetière de Robermont à Liège.
L'activité de fabrication et de vente de la maison Serrurier-Bovy, dirigée par l'épouse et la fille de Gustave Serrurier, perdure quelques années. L'entreprise ferme définitivement en 1921.
En 2008, le MAMAC à Liège consacrera une grande rétrospective à Gustave Serrurier intitulée « Serrurier, acteur du futur ».

### Centre Serrurier-Bovy asbl
Cette association est située au n° 41, boulevard de la Constitution à B 4020 Liège.
https://gar.archi/collection/bibliotheque-serrurier-bovy/